# Artilleriduellen vid Korkiansaari holme
Artilleriduellen vid Korkiansaari holme var en sjöstrid mellan den svenska skärgårdsflottan och dess ryska motsvarighet, den 15 augusti 1789.

## Striderna
Ryska skärgårdsflottan hade fått stora förstärkningar, bland annat av fregatter från örlogsflottan, så att den blivit nära dubbelt så stark som den svenska. För att skaffa bättre underrättelse om den ryska styrkan befallde kungen i mitten av augusti, att en stor rekognoscering skulle genomföras mot Summaviken. Natten till den 15 augusti avseglade från Svensksund en sjöstyrka bestående av 23 skärgårdsfartyg om tre divisioner under ledning av major Claes Hjelmstjerna. I gryningen blev det främsta fartyget upptäckt av ryssarna som då med hela sin flotta bestående av 2 fregatter, 3 schebecker, 19 galärer och 37 mindre skärgårdsfartyg gick till anfall mot den svenska eskadern. Vid Korkiansaari holme blev det en häftig strid. Trots den ryska flottans stora överlägsenhet fortsatte ändå Hjelmstjerna att under fem timmars tid strida varefter han drog sig tillbaka till Svensksund utan större förluster.

## Följder
Efter denna träffning började den ryska skärgårdsflottan att rusta sig för att driva den svenska flottan bort från Svensksund för att därefter förstöra den.

## Refernser
- Berättelser ur svenska historien / Nionde bandet. Gustaf III. Gustaf IV Adolf